# Oczko (wieś)
Oczko – wieś w Polsce położona w województwie śląskim, w powiecie myszkowskim, w gminie Koziegłowy.
W latach 1975–1998 miejscowość administracyjnie należała do województwa częstochowskiego.